# Rua Sete de Setembro (Vitória)
A Rua Sete de Setembro (Popularmente conhecida apenas como Rua Sete) é uma rua localizada na capital Vitória, é ponto de referência para eventos que ocorrem anualmente na cidade, conta também com alguns bares e lojas pela sua extensão. 

## História
Com pouco mais de 600m de comprimento e localizada no Centro Histórico da cidade de Vitória, capital do Espírito Santo, a antiga Rua da Várzea 
foi rebatizada durante as comemorações do centenário da Independência do Brasil, em 1922, para Rua Sete de Setembro - afetivamente conhecida como Rua Sete.
No final do século XIX, era um caminho que ligava os fundos de grandes propriedades (Vintém, Nascimento e Mulundu), sendo pavimentada em 1895. No início do século XX, trajeto do bonde da cidade, a rua sediava importantes órgãos públicos como a prefeitura e a empresa de energia elétrica.
Na década de 1950, houve intensa instalação de comércios, tendo a Galeria Shopping 7 e a sua escada rolante (a primeira da cidade) como um marco histórico e que se encontram, ainda que pouco utilizadas, até os dias de hoje. Em 1977, seu trecho inicial, entre as praças Costa Pereira e Ubaldo Ramalhete Maia, foi convertido em rua de pedestres - também primeira da cidade que hoje contempla o projeto Rua Viva em outras localidades.[carece de fontes?]
Antes dos anos 2000, houve um processo de abandono e desprestígio do Centro Histórico, incluindo a Rua Sete. Revitalizada no governo de João Coser (2005-2012), a região vem sendo reconhecida pelos seus valores históricos, sociais e culturais, com uma diversidade imensa de programação nos teatros, cinema alternativo (Sesc Glória), Viradão Cultural, carnaval de rua, bares boêmios, estabelecimentos com músicas populares e autorais, etc.[carece de fontes?]
Reconhecido como um porto de resistência, abrigou e abriga histórias e personalidades da cidade como Stael Mageski, Papo Furado, Waguinho, Regional da Nair, entre tantos outros.[carece de fontes?]